# Hrvatska na OI 2012.
Hrvatska je nastupila na Ljetnim olimpijskim igrama 2012. godine u Londonu, koje su se održale od 27. srpnja do 12. kolovoza 2012. godine.

## Osvajači medalja
| Medalja | Ime(na) | Igre          | Šport       | Uže područje           |
| ------- | --- | ------------- | ----------- | ---------------------- |
| srebro  | Damir Martin, Martin Sinković, Valent Sinković, David Šain | 2012., London | veslanje    | četverac na pariće (M) |
| zlato   | Sandra Perković | 2012., London | Atletika    | bacanje diska (Ž)      |
| zlato   | Giovanni Cernogoraz | 2012., London | streljaštvo | trap (M)               |
| bronca  | Lucija Zaninović | 2012., London | taekwondo   | do 49 kg (Ž)           |
| bronca  | Momčad: Mirko Alilović, Venio Losert, Manuel Štrlek, Ivan Ninčević, Ivan Čupić, Zlatko Horvat, Igor Vori, Jakov Gojun, Drago Vuković, Blaženko Lacković, Domagoj Duvnjak, Ivano Balić, Marko Kopljar, Denis Buntić, Damir Bičanić (trener Slavko Goluža) | 2012., London | rukomet     | rukomet (M)            |
| zlato   | Hrvatska vaterpolska reprezentacija (trener Ratko Rudić) | 2012., London | vaterpolo   | vaterpolo M            |

Član Međunarodnog olimpijskog odbora koji udružuje sve športske saveze u Republici Hrvatskoj i predstavlja Republiku Hrvatsku na Olimpijskim igrama je Hrvatski olimpijski odbor (HOO).
Ovo su bile šeste Ljetne olimpijske igre, a dvanaeste uopće, na kojima je Hrvatska sudjelovala kao samostalna država.
Do sada je 110 hrvatskih športašica i športaša u 17 športova osiguralo nastup na Olimpijskim igrama.
Športovi u kojima će se hrvatski športaši natjecati su: atletika,streljaštvo, stolni tenis, tenis, mačevanje, taekwondo, plivanje, vaterpolo, rukomet, hrvanje, judo, biciklizam, jedrenje, košarka, jedrenje, kanu i veslanje.
Zoran Primorac je poboljšao hrvatski rekord u broju nastupa na Olimpijskim igrama kojeg on i drži. Ovo su mu sedme Olimpijske igre.
Bojan Jovanović prvi je hrvatski mačevalac koji će nastupiti na Olimpijskim igrama od 1936. godine.
Lisa Christina Stublić prva je hrvatska atletičarka uopće koja će nastupiti na Olimpijskim igrama u atletskoj disciplini maratonu.
Lucija Zaninović prva je hrvatska taekwondoašica ikad koja će nastupiti u kategoriji do 49 kilograma. Lucija i Ana Zaninović su ujedno i prve blizanke koje će predstavljati Hrvatsku na nekim Olimpijskim igrama.

## Športaši povratnici na Olimpijske igre
| Športaš(ica)                              | Šport        | Disciplina            | Plasman 1988. | Plasman 1992. | Plasman 1996. | Plasman 2000. | Plasman 2004. | Plasman 2008. |
| ----------------------------------------- | ------------ | --------------------- | ------------- | ------------- | ------------- | ------------- | ------------- | ------------- |
| Martin Marić                              | atletika     | bacanje diska         | -             | -             | -             | -             | -             | 29.           |
| Blanka Vlašić                             | atletika     | skok u vis            | -             | -             | -             | 17.           | 11.           |               |
| Nedžad Mulabegović                        | atletika     | bacanje kugle         | -             | -             | -             | -             | 29.           | 29.           |
| András Haklits                            | atletika     | bacanje kladiva       | -             | -             | -             | 29.           | 21.           | 8.            |
| Nikolina Horvat                           | atletika     | 400 m s preponama     | -             | -             | -             | -             | -             | 18.           |
| Snježana Pejčić                           | streljaštvo  | 10 m zračna puška     | -             | -             | -             | -             | -             |               |
| Snježana Pejčić                           | streljaštvo  | 50 m MK puška trostav | -             | -             | -             | -             | -             | 26.           |
| Zoran Primorac                            | stolni tenis | igra parova           | [ 3 ]         | 9.            | 17.           | -             | -             | -             |
| Zoran Primorac                            | stolni tenis | pojedinačna igra      | -             | 9.            | 9.            | prvo kolo     | treće kolo    | četvrtfinale  |
| Sanja Jovanović                           | plivanje     | 100 m leđno           | -             | -             | -             | -             | 17.           | 22.           |
| Sanja Jovanović                           | plivanje     | 200 m leđno           | -             | -             | -             | -             | 13.           | 31.           |
| Mario Todorović                           | plivanje     | 100 m leptir          | -             | -             | -             | -             | -             | 20.           |
| Dominik Straga                            | plivanje     | 200 m slobodno        | -             | -             | -             | -             | -             | 37.           |
| Nikša Roki                                | plivanje     | 400 m mješovito       | -             | -             | -             | -             | -             | 23.           |
| Nikša Roki                                | plivanje     | 200 m leptir          | -             | -             | -             | -             | -             | 31.           |
| Hrvatska muška vaterpolska reprezentacija | vaterpolo    | -                     | -             | -             |               | 7.            | 10.           | 6.            |

## Atletika

### Kvalifikacije
Hrvatski atletičari su, kako bi se kvalificirali za atletska natjecanja na Olimpijskim igrama, morali ostvariti A ili B normu za određene discipline. Najviše troje hrvatskih atletičara može nastupiti po disciplini ako su ostvarili A normu ili jedan ako je ostvarena samo B norma (najbolji). Ako u istoj diciplini postoje hrvatski atletičari koji su ostvarili A i oni koji su ostvarili B normu, kvalificirani su samo oni hrvatski atletičari koji su ostvarili A normu.
Atletičari koji su ostvarili A normu
- bacanje diska (M): Martin Marić, Roland Varga
- skok u vis (Ž): Blanka Vlašić (nije nastupila zbog ozljede gležnja mjesto uzela Ana Šimić)
- bacanje diska (Ž): Sandra Perković
- maraton (Ž): Lisa Christina Stublić

Atletičari koji su ostvarili B normu
- bacanje kugle (M): Nedžad Mulabegović
- bacanje kladiva (M): András Haklits
- 400 m s preponama (Ž): Nikolina Horvat
- skok s motkom (M): Ivan Horvat
- bacanje diska (M): Martin Marić, Roland Varga
- skok u vis (Ž): Ana Šimić

Atletičari koji su ostvarili B normu, ali nisu kvalificirani
- bacanje diska (Ž): Vera Begić

## Rezultati
- Sandra Perković je osvojila zlatnu olimpijsku medalju s rezultatom 69.11
- Ana Šimić (29. mjesto kvalifikacijska grupa - 1.80)
- Lisa Christina Stublić (52. mjesto - 2:34:03)
- Roland Varga (17. mjesto kvalifikacijska grupa - 58.17)
- Nedžad Mulabegović (9. mjesto kvalifikacijska grupa - 19.86)
- Martin Marić (17. mjesto kvalifikacijska grupa - 62.87)
- Ivan Horvat (20. mjesto kvalifikacijska grupa - 5.35)
- András Haklits (16. mjesto kvalifikacijska grupa - 70.61)
- Nikolina Horvat (8. mjesto kvalifikacijska grupa - 58:49)

## Mačevanje
Bojan Jovanović kvalificirao se u disciplini floret.
Muškarci
| Mačevalac       | Disciplina         | 64                 | 32                 | 16                 | Četvrtzavršnica    | Poluzavršnica      | Završnica          | Završnica |
| Mačevalac       | Disciplina         | Protivnik Rezultat | Protivnik Rezultat | Protivnik Rezultat | Protivnik Rezultat | Protivnik Rezultat | Protivnik Rezultat | Ukupno    |
| --------------- | ------------------ | ------------------ | ------------------ | ------------------ | ------------------ | ------------------ | ------------------ | --------- |
| Bojan Jovanović | floret pojedinačno | Daniel Gomez :     |                    |                    |                    |                    |                    |           |

## Streljaštvo

### Kvalifikacije
Na temelju pobjeda na natjecanjima ISSF Svjetskog kupa, hrvatski su streljaši osigurali nastup na Olimpijskim igrama.
- trap (M): Giovanni Cernogoraz (pobjednik natjecanja ISSF Svjetskog kupa 2011. u Pekingu)
- 10 m zračna puška (Ž): Snježana Pejčić (pobjednica natjecanja ISSF Svjetskog kupa 2011. u Sydneyu)

Hrvatski su streljaši nastupili i na Europskom streljačkom prvenstvu 2011. u Beogradu gdje su dvojica hrvatskih streljaša osigurala mjesto na Olimpijskim igrama.
- trap (M): Anton Glasnović (sedmo mjesto na Europskom streljačkom prvenstvu 2011. u Beogradu)[11]
- 50 m MK puška trostav (M): Bojan Đurković (osmo mjesto na Europskom streljačkom prvenstvu 2011. u Beogradu)[12]

##### Muškarci
| Streljač            | Disciplina           | Kvalifikacija | Kvalifikacija | Finale   | Finale | Pozicija         |
| Streljač            | Disciplina           | Rezultat      | Pozicija      | Rezultat | Ukupno | Pozicija         |
| ------------------- | -------------------- | ------------- | ------------- | -------- | ------ | ---------------- |
| Giovanni Cernogoraz | trap                 |               |               |          |        |                  |
| Bojan Đurković      | zračna puška 10m     | 590,0         | 36.           | -        | -      | nije se plasirao |
| Bojan Đurković      | МK puška 50m trostav | 1152,0        | 35.           | -        | -      | nije se plasirao |
| Bojan Đurković      | МK puška 50m         | 595,0         | 10.           | 103,0    | 698,0  | 7.               |
| Anton Glasnović     | trap                 |               |               |          |        |                  |
| Anton Glasnović     | dvostruki trap       |               |               |          |        |                  |
| Petar Gorša         | zračni pištolj 10m   |               |               |          |        |                  |

##### Žene
| Streljačica     | Disciplina       | Kvalifikacija | Kvalifikacija | Finale   | Finale | Pozicija          |
| Streljačica     | Disciplina       | Rezultat      | Pozicija      | Rezultat | Ukupno | Pozicija          |
| --------------- | ---------------- | ------------- | ------------- | -------- | ------ | ----------------- |
| Snježana Pejčić | zračna puška 10m | 395           | 18.           | -        | -      | nije se plasirala |
| Snježana Pejčić | tri pozicije 50m |               |               |          |        |                   |

## Stolni tenis

### Kvalifikacije
Prvih 28 stolnih tenisača prema ITTF svjetskom rankingu je direktno kvalificirano za Olimpijske igre. Zahvaljujući svom ITTF svjetskom rankingu od 16. svibnja 2011., Zoran Primorac je osigurao nastup na Olimpijskim igrama.
- pojedinačna igra (M): Zoran Primorac (24. mjesto ITTF svjetskog rankinga)
- pojedinačna igra (M): Andrej Gaćina

#### Žene
- pojedinačna igra (Ž): Tian Yuan
- pojedinačna igra (Ž): Cornelia Molnar

## Taekwondo

### Kvalifikacije
Hrvatski su taekwondoaši nastupili na Svjetskom olimpijskom kvalifikacijskom turniru u Bakuu koji se održavao od 30. lipnja do 3. srpnja 2011. Osvojivši medalje, dvije su hrvatske taekwondoašice osigurale nastup na Olimpijskim igrama.
- do 49 kg (Ž): Lucija Zaninović (2. mjesto na Svjetskom olimpijskom kvalifikacijskom turniru u kategoriji do 49 kg).[14]
- do 57 kg (Ž): Ana Zaninović (3. mjesto na Svjetskom olimpijskom kvalifikacijskom turniru u kategoriji do 57 kg)[15]

## Plivanje

### Kvalifikacije
Hrvatski plivači su, kako bi se kvalificirali za plivačka natjecanja na Olimpijskim igrama, morali ostvariti tzv. olimpijsko kvalificirajuće vrijeme (OQT - Olympic Qualifying Time) ili olimpijsko selekcijsko vrijeme (OST - Olympic Selection Time). Ovo je nov način kvalificiranja za plivačka natjecanja na Olimpijskim igrama. Do sada su se ostvarivale A i B norme, kao i u atletici. Ovaj novi način kvalificiranja nije previše različit od starog. Dva hrvatska plivača smiju nastupiti po disciplini ako su oba ispunila OQT ili jedan ako je ispunio OST (najbrži). Ako u istoj disciplini postoje hrvatski plivači koji su ostvarili OQT i oni koji su ostvarili OST, kvalificirani su samo oni hrvatski plivači koji su ostvarili OQT. Ako su u nekoj disciplini hrvatski plivači uspjeli ostvariti samo OST, kvalificirani su samo u slučaju da kvota od 900 plivača koji su ostvarili OQT nije ispunjena što znači da ostvarivanje OST-a nije nužno sigurna kvalifikacija. Do ispunjenja kvote plivači se smatraju kvalificiranima.
Plivači koji su ostvarili OQT
- Do sada nijedan hrvatski plivač nije ostvario OQT.

Plivači koji su ostvarili OST
- 50 m slobodni stil (M): Mario Todorović
- 100 m slobodni stil (M): Mario Todorović
- 200 m slobodni stil (M): Dominik Straga
- 100 m leđni stil (Ž): Sanja Jovanović
- 100 m prsni stil (M): Lovro Bilonić
- 200 m leđni stil (Ž): Kim Daniela Pavlin
- 100 m leptir (M): Mario Todorović
- 200 m mješovito (Ž): Kim Daniela Pavlin
- 200 m mješovito (M): Nikša Roki

Plivači koji su ostvarili OST, ali nisu kvalificirani
- 100 m slobodni stil (M): Dominik Straga
- 100 m leptir (M): Dominik Straga, Boris Lončarić

## Vaterpolo

### Kvalifikacije
Hrvatska muška vaterpolska reprezentacija (13 športaša) se kvalificirala za Olimpijske igre osvojivši broncu na vaterpolskom turniru Svjetskog prvenstva u vodenim športovima 2011. u Šangaju.

## Veslanje

### Kvalifikacije
Plasiravši se u finale Svjetskog veslačkog prvenstva u Bledu, hrvatski četverac na pariće izborio je nastup na Olimpijskim igrama.
- četverac na pariće (M): David Šain, Martin Sinković, Damir Martin, Valent Sinković (3. mjesto na Svjetskom veslačkom prvenstvu 2011. u Bledu)[20]
- pojedinačno (M): Mario Vekić

### Rezultat
Četverac na pariće osvojio je srebrnu olimpijsku medalju.

## Hrvanje

### Kvalifikacije
Osvojivši brončanu medalju na Svjetskom hrvačkom prvenstvu 2011. u Istanbulu, Neven Žugaj je osigurao nastup na Olimpijskim igrama.
- grčko-rimski stil do 74 kg (M): Neven Žugaj (3. mjesto na Svjetskom hrvačkom prvenstvu 2011. u Istanbulu)[21]

## Judo

### Kvalifikacije
- do 63 kg (Ž): Marijana Mišković[22]

## Biciklizam

### Cestovni biciklizam

#### Kvalifikacije
Zahvaljujući rankingu na UCI World Tour ljestvici, dva su hrvatska biciklista osigurala nastup na Olimpijskim igrama.
- cestovna utrka (M): Robert Kišerlovski, Radoslav Rogina[23]

## Jedrenje
Muškarci
| Športaš                     | Događaj | Utrka | Utrka | Utrka | Utrka | Utrka | Utrka | Utrka | Utrka | Utrka | Utrka | Utrka | Utrka | Utrka | Utrka | Utrka | Utrka | Neto bodovi | Ukupna pozicija |
| Športaš                     | Događaj | 1     | 2     | 3     | 4     | 5     | 6     | 7     | 8     | 9     | 10    | 11    | 12    | 13    | 14    | 15    | M*    | Neto bodovi | Ukupna pozicija |
| --------------------------- | ------- | ----- | ----- | ----- | ----- | ----- | ----- | ----- | ----- | ----- | ----- | ----- | ----- | ----- | ----- | ----- | ----- | ----------- | --------------- |
| Luka Mratović               | RS:X    | 24    | 19    | 26    | 20    | 22    | 11    | 14    | 16    | 18    | 36    | NO    | NO    | NO    | NO    | NO    | EL    | 170         | 21              |
| Tonči Stipanović            | Laser   | 5     | 6     | 20    | 4     | 3     | 1     | 8     | 13    | 6     | 15    | NO    | NO    | NO    | NO    | NO    | 16    | 77          | 4               |
| Ivan Kljaković Gašpić       | Finn    | 3     | 3     | 7     | 9     | 5     | 6     | 3     | 7     | 4     | 10    | NO    | NO    | NO    | NO    | NO    | 8     | 55          | 5               |
| Šime Fantela Igor Marenić   | 470     | DSQ   | 13    | 9     | 10    | 8     | 5     | 15    | 1     | 2     | 22    | NO    | NO    | NO    | NO    | NO    | 2     | 87          | 6               |
| Petar Cupać Pavle Kostov    | 49er    | 13    | 17    | 8     | 15    | 13    | 14    | 17    | 4     | 19    | 15    | 17    | 3     | 14    | 12    | 19    | EL    | 181         | 17              |
| Dan Lovrović Marin Lovrović | Star    | 8     | 12    | 16    | 15    | 14    | 13    | 14    | 15    | 12    | 15    | NO    | NO    | NO    | NO    | NO    | EL    | 116         | 16              |

Žene
| Športašica                 | Događaj      | Utrka | Utrka | Utrka | Utrka | Utrka | Utrka | Utrka | Utrka | Utrka | Utrka | Utrka | Neto bodovi | Ukupna pozicija |
| Športašica                 | Događaj      | 1     | 2     | 3     | 4     | 5     | 6     | 7     | 8     | 9     | 10    | M*    | Neto bodovi | Ukupna pozicija |
| -------------------------- | ------------ | ----- | ----- | ----- | ----- | ----- | ----- | ----- | ----- | ----- | ----- | ----- | ----------- | --------------- |
| Tina Mihelić               | Laser Radial | 14    | 12    | 22    | 25    | 17    | 25    | 14    | 13    | 14    | 17    | EL    | 148         | 17              |
| Enia Ninčević Romana Župan | 470          | 4     | 16    | 13    | 11    | 20    | 11    | 8     | 20    | 19    | 14    | EL    | 115         | 17              |

M = Utrka za medalju, dvostruki bodovi; EL = Eliminacija – bez sudjelovanja u utrci za medalju